# 约翰·理查德森
约翰·麥可·理查德森 （英語：John Michael Richardson，1960年4月8日—），退役美国海军上将，第31任海军作战部长。理查德森曾任海军核动力主任，于2015年9月18日任海軍作戰部長。

## 荣誉

### 外国勋章奖章
- 旭日大绶章（日本，2019年4月26日公布[3]）